# Игрушечный поезд

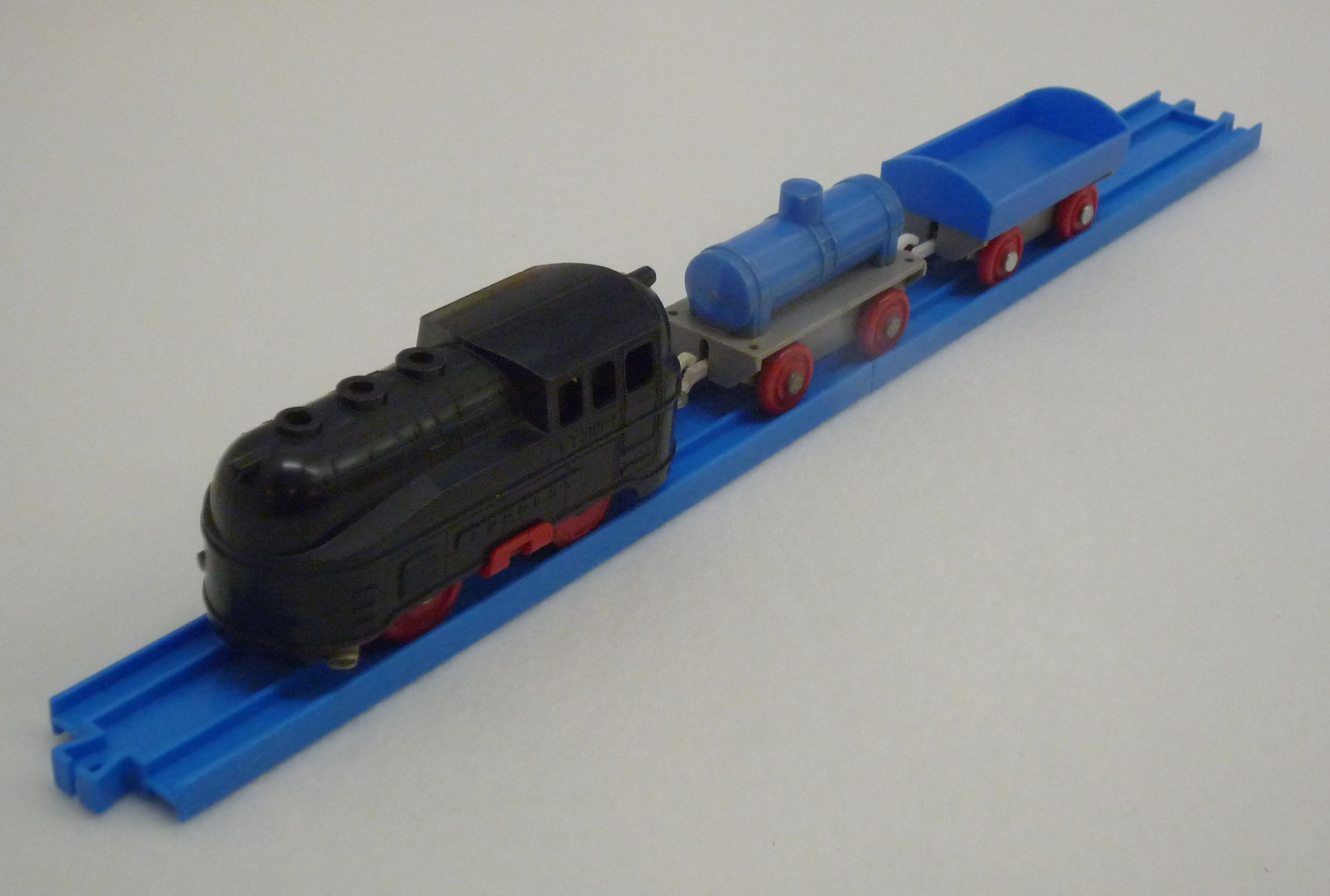
Игрушечный поезд фирмы Plarail

Игрушечный поезд (игрушечная железная дорога) — уменьшенная имитация (разной детализации) реального железнодорожного поезда. Обычно она представляет собой локомотив с несколькими вагонами, которые могут катиться по рельсам (хотя это и не обязательное условие данной игрушки). Локомотив может быть как с приводом (на батарейках, с механическим заводом), так и без. В разговорной речи игрушечные поезда нередко называют «паровозиками».

## Описание

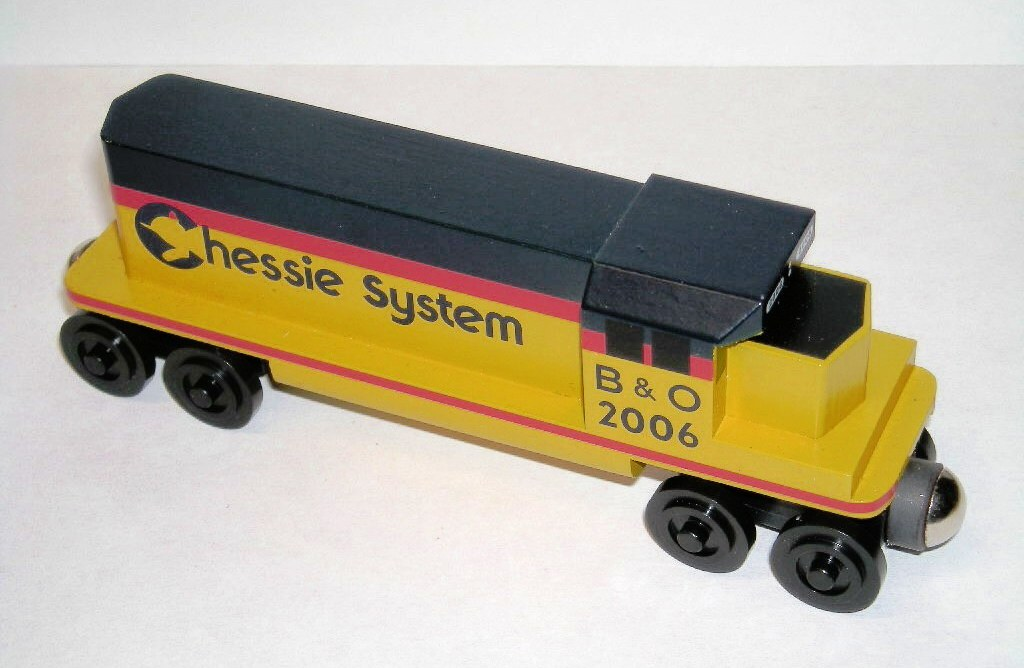
Предельно упрощённый игрушечный тепловоз, состоящий из несколько деревянных брусков.

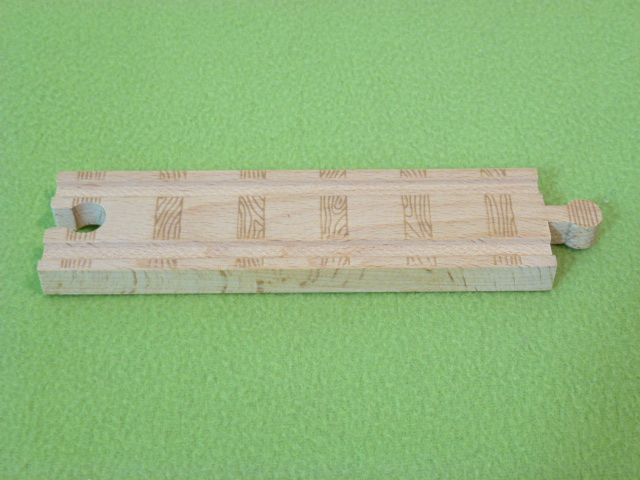
Игрушечные «рельсы» — деревянный брусок с желобками

Нередко «игрушечными» называют модели железных дорог, что неверно ввиду значительных различий между ними. Внешний вид моделей локомотивов и вагонов стараются сделать максимально идентичным облику реальных образцов, в результате чего они нередко могут содержать мелкие детали; в то же время игрушка рассчитывается на взаимодействие с детьми, и её детализация сводится к минимуму — на первое место выходит устойчивость к внешним воздействиям и безопасность. Аналогично, по мере снижения точности имитации рельсовые пути для игрушечных поездов могут выполняться в виде полос с желобками (деревянные детские железные дороги, пластиковые фирмы Plarail), либо отсутствовать вообще — такой игрушечный поезд скорее напоминает несколько игрушечных машинок, соединённых вместе. В модели локомотивов для усиления имитации практически всегда устанавливается миниатюрный электродвигатель, а иногда — и имитаторы звуков (гудок, звук работающего дизеля) и света (фары, освещение пассажирских вагонов), получающие питание по рельсам, в то время как для приведения в движение игрушки могут использоваться электродвигатель с питанием от батареек, заводной механизм либо внешние силы («таскать за верёвочку»). В то время как для моделей существует нормированный
ряд масштабов, масштаб игрушечных поездов может быть произвольным (так, фирма LEGO выпускает игрушечные поезда в масштабе 1:38), либо не выдерживаться вообще. Кроме того, в финансовом плане игрушечные железнодорожные наборы обычно стоят дешевле модельных (за исключением разве что тех, которые содержат большое количество деталей и дополнительных аксессуаров (стрелок, мостов, тоннелей, декораций, фигурок людей и животных, переездов и т.п.), делающих общий вид набора при сборке более сложным, и в целом близки к моделям, хоть и условно), поэтому пользуются повышенным спросом.

## История

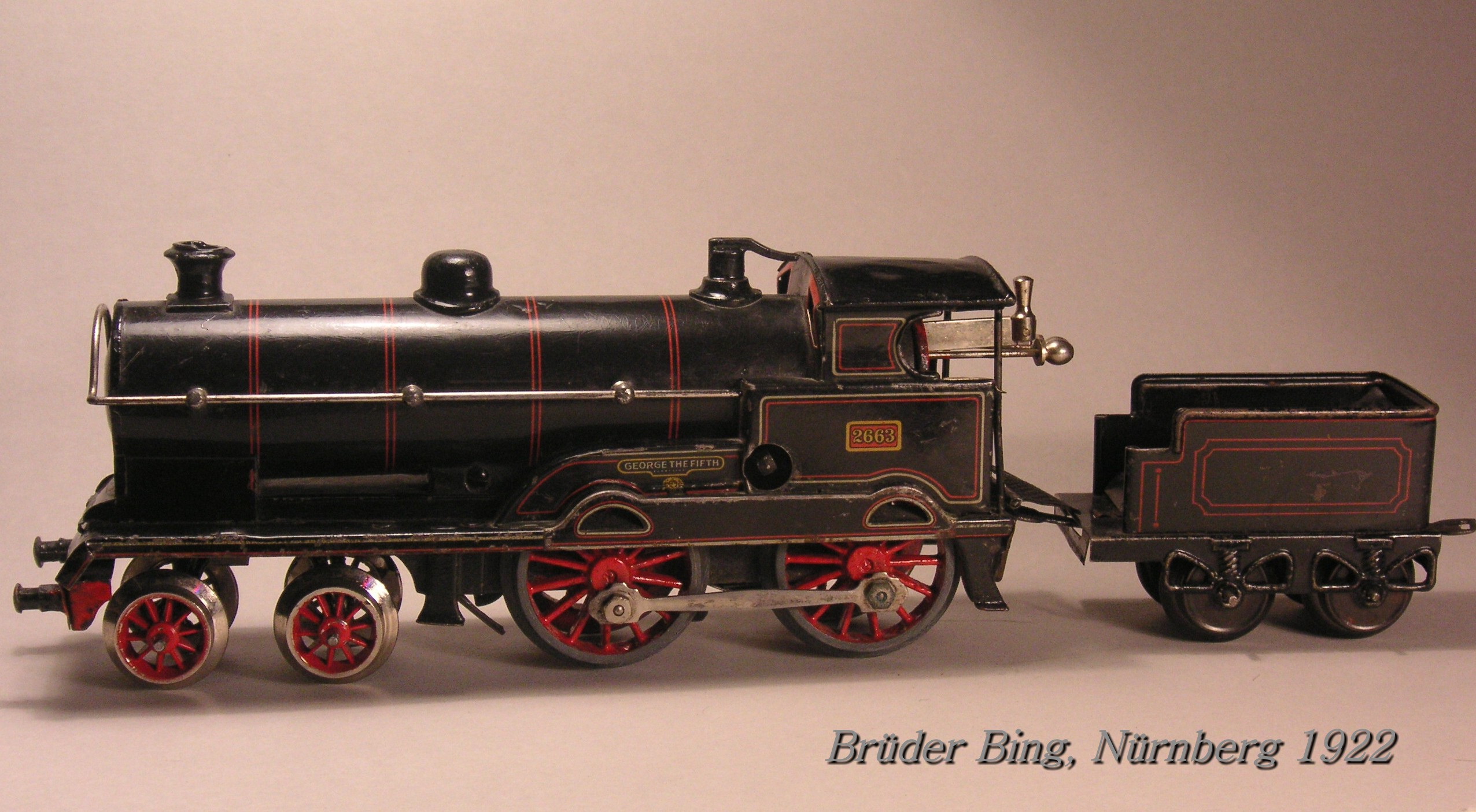
Игрушечный паровоз, выпущенный в 1922 году

Первые игрушечные поезда также являлись и первыми железнодорожными моделями. Их начали строить в Англии ещё в начале 1830-х, когда только началось строительство первых реальных железных дорог. Игрушечные паровозики часто имели действующую паровую машину, то есть приводились за счёт сжигания топлива. Зачастую эти модели создавались для рекламы только зародившегося железнодорожного транспорта. Точный год рождения игрушечных паровозиков установить весьма затруднительно, однако часто указывают 1829, когда внукам поэта Иоганна Вольфганга фон Гёте была подарена игрушечная копия знаменитой стефенсоновской «Ракеты». Аналогичная игрушка была позже подарена и испанскому королю. Первая игрушечная железная дорога была построена в Германии в 1835 году. Тогда же в стране начали продавать локомотивы и вагоны, собираемые из бумаги. Паровозики стали быстро завоёвывать популярность, поэтому вскоре появились и модели из жести, либо отлитые из металла. Первый макет игрушечной железной дороги был создан в 1859 году в парке Сен-Клу (Юзэ, Франция) и предназначался для принца Наполеона Эжена Луи Жан Жозефа Бонапарта.

## Культурные аспекты
— Дрю Липски, ты уже не ребёнок, а всё ещё играешь в паровозики! 

— И твердит при этом: «Чух — чух — чух».— «Ким Пять-с-Плюсом» (серия Mother's Day)
Ввиду их высокой популярности игрушечные поезда фигурируют в значительном количестве литературных произведений, фильмах и даже спектаклях. Ниже приведены произведения, где игрушечный поезд играет значительную роль.
- Сказочная повесть Джанни Родари «Путешествие «Голубой Стрелы»».
  - «Голубая стрела» — советский мультфильм, снятый по данной повести.
- «Паровозик из Ромашкова» и «Паровозик Томас и друзья» — хотя повествование и идёт как о реальных поездах, но сильно заметна их игрушечность.
- Эпизод Последний поезд в Долларвилль мультсериала «Чип и Дейл спешат на помощь» — о розыске похищенного игрушечного поезда.
- «Звёздный Экспресс» — мюзикл Эндрю Ллойда Уэббера об оживших во сне маленького мальчика игрушечных поездах.
- «Веселые паровозики из Чаггингтона» — мультсериал о городе, в котором живут и работают антропоморфные поезда под руководством людей и суперкомпьютера с искусственным интеллектом.